# Gōgen Yamaguchi
Jitsumi Gōgen Yamaguchi (山口剛玄, Yamaguchi Gōgen; Miyakonojō, 20 gennaio 1909 – 20 maggio 1989) è stato un karateka e maestro di karate giapponese, famoso "maestro" di Karate-dō e fondatore dell'International Karate-do Goju-kai Association (o più semplicemente Goju-kai).
Prima della sua morte fu decorato dall'Imperatore del Giappone nel 1968 con la Medaglia del Nastro Blu らんじゅほうしょう Ranju-Houshou, 藍綬褒章  e quinto in ordine di merito, per il suo enorme contributo alla diffusione nel Mondo delle arti marziali giapponesi. Per molti anni Gōgen Yamaguchi fu elencato nel libro dei Guinness of Records per i suoi conseguimenti.

## Biografia
Gōgen Yamaguchi nacque il 20 gennaio 1909 a Miyakonojō Shonai, nella Prefettura di Miyazaki, in Giappone, vicino alla città di Kagoshima nell'isola di Kyūshū. A cinque anni Yamaguchi fece le scuole elementari ed iniziò ad allenarsi nel karate-dō sotto la guida di Maruta San.
Gōgen Yamaguchi fu chiamato "Jitsumi" Yamaguchi da suo padre: Tokutarō che faceva il mercante e successivamente l'insegnante di scuola, sua madre si chiamava Yoshimatsu. Jitsumi era il 3º di una grande famiglia giapponese di dieci figli. Gōgen Yamaguchi era famoso nel karate-dō per essere conosciuto come ‘Il gatto’.

## L'incontro con Chōjun Miyagi
Chōjun Miyagi visitò i dojo delle università di Kansai, Osaka, Ritsumeikan, Kyoto, e Doshisha, mentre Gōgen stava presenziando all'Università Ritsumeikan di Kyoto. Lui qui studiò legge e nel 1930 Jitsuei Yogi (allievo di Chōjun Miyagi) insieme con Gōgen Yamaguchi co-fondò il Ritsumeikan daigaku karate kenkyū-kai (立命館大学空手研究会? lit. Ritsumeikan University Karate Research Association), il primo club di karate all'Università di Ritsumeikan. The Ritsumeikan Karate-dō Kenkyū-kai era il primo club universitario di karate nel Giappone occidentale nonché famigerato per gli allenamenti pesanti e i fieri combattimenti di karate. Sia Yogi sia Yamaguchi presenziarono all'università di Ritsumeikan durante le visite di Chōjun Miyagi e lo stesso Chōjun Miyagi alloggiò nell'appartamento di Yogi.
Chōjun Miyagi, successivamente, diede a Gōgen Yamaguchi la responsabilità di diffondere il Gōjū-ryū nel resto del Giappone. Nei primi anni trenta Gōgen disegnò quella che sarebbe diventata la leggenda del pugno simbolo del Gōjū-ryū. 

## Primo allenamento a Kyoto
Gōgen iniziò a studiare seriamente il karate-dō. con Sensei Takeo Maruta, dopo che la sua famiglia si trasferì a Kyoto. Maruta era anche un falegname ed era uno studente del leggendario 
Chōjun Miyagi di Okinawa. Gōgen Yamaguchi più tardi studiò direttamente con Chōjun Miyagi nel 1929, dopo che lui ed il suo insegnante poi-corrente ed amico lo Yoghi di Jitsuei scrisse a Chōjun Miyagi e l'invitò a venire a Giappone.

## La seconda guerra mondiale
Durante il suo giro militare in Manciuria durante la II Guerra Mondiale, nel 1942, Gōgen fu catturato dai soldati dell'Unione sovietica ed incarcerato come prigioniero di guerra in un campo di concentramento sovietico per prigionieri giapponesi; e fu qui che combatté e sconfisse una tigre viva secondo quanto riportato nella sua autobiografia (citato sopra). Yamaguchi originalmente fu designato dalla guardie per svolgere i lavori più duri nel campo di prigionia. Nonostante questo lui aveva entusiasmato anche questi e quando i russi scoprirono chi era, gli chiesero di insegnare loro il karate-dō., Fu così che'il prigioniero divenne il maestro delle guardie; e loro divennero i suoi allievi.
Nel 1945, Gōgen ritornò in Giappone, dove aprì il suo primo dojo di karate-dō a Nippori, che più tardi fu distrutta da un incendio. Gogen pubblicizzò la sua scuola apponendo l'insegna "Gōjū-ryū-kai". Molte persone pensarono che la sua scuola fosse ormai chiusa per sempre e che lui fosse stato ucciso in guerra. Tornato, Gōgen tenne grandi esposizioni a Tokyo, quì mise in mostra le varie arti cinesi da lui apprese e le arti marziali giapponesi che lui aveva sperimentato. La sua scuola riaprì e successivamente si spostò nell'area di Suginami-ku di Tokyo. Quì diffuse rapidamente in tutto il mondo il Gōjū-ryū creando una rete di diffusione indipendente del proprio dojo. La crescita rapida fu rinforzata dalla personalità energica e forte di Gōgen che diede luogo ad una rete mondiale di scuole di karate, costruendo da solo un impero basato sulle arti marziali.

## Apertura dell'Honbu Dojo
Gōgen Yamaguchi stabilì la sede centrale del Gōjū-kai a Suginami-ku, Tokyo, nearby to the busy shopping precinct of Roppongi. Dal 1950 la sede centrale del Gōjū-kai fu ufficialmente trasferita dalla scuola di Suginami di Tokyo. which contributed to an almost tripling of membership to 450.000,(almeno da quanto riportato nella sua autobiografia). Five years later he officially chartered the I.K.G.A. Successivamente, nel 1964, Gōgen Yamaguchi insieme agli altri membri fondatori: Ōtsuka Hironori dal Wadō-ryū, Masatoshi Nakayama dallo Shotokan, Mabuni Kenei e Iwata Manzao dallo Shitō-ryū, unificando tutti i dojo del Giappone per formare la "All Japan Karate-dō Federation", ancora oggi esistente come Japan Karate Federation (JKF).

## Gōjū-ryū-kai sparsi per l'Occidente
Dal 1966 la sua organizzazione comprese più di 1.200 dojo, club e 600.000 membri all'interno del sistema del Gōjū-ryū-kai. I Peter Urban aprì un suo dogo a New York ed iniziò l'espansione dello stile in tutto gli Stati Uniti. In Australia, Paul Starling (l'allievo caucasico più anziano classificato da Gōgen Yamaguchi nella sua vita) si addestrava da quattro anni col primo allievo australiano Mervyn Oakley di Gōgen. altro importante Maestro che riportò fedelmente gli insegnamenti del Maestro Gogen Yamaguchi in Italia è il Sensei Giancarlo Barbin (Shian), il quale ha formato gran parte dei Maestri italiani di Goju Kai, attualmente è il Maestro più alto in grado di questa scuola in Italia.

## Contributo al Budō
I contributi di Gōgen Yamaguchi al Gōjū-ryū karate-dō e al karate-dō in generale sono enormi. Sotto la sua direzione e guida la International Karate-dō Gōjū-kai Association (I.K.G.A) si è sviluppata e ha prosperato. La popolarità dell'organizzazione è cresciuta sia in Giappone che negli altri paesi dell'Asia e ad ovest nel resto del mondo. Nel 2008 si contavano circa 60-70 paesi in cui si insegnano i principali metodi e tecniche del Gōjū-kai karate-dō. Gōgen Yamaguchi è riuscito a riunificare tutte le scuole di karate del Giappone in un'unica organizzazione Federation of All Japan Karate-dō Organization (F.A.J.K.O.) nel 1964. 
Yamaguchi aggiunse al sistema Gōjūle forme Taikyoku kata - metodi di allenamento per gli studenti alle prime armi per prepararli per i kata più avanzati.
È stato sostenuto che "mai prima un solo uomo aveva avuto un così profondo effetto sullo sviluppo e la divulgazione del karate-dō".

## Famiglia

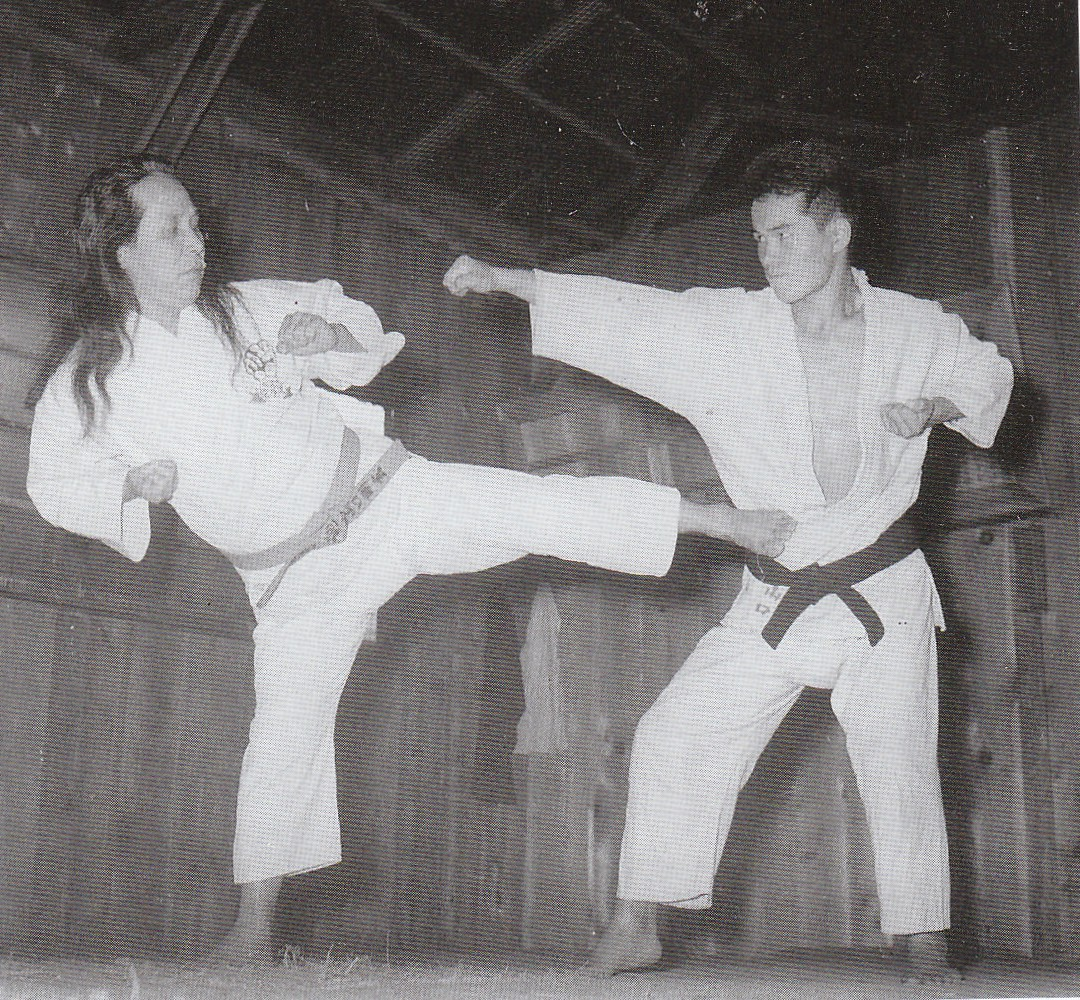
In combattimento con il figlio Goshi nel 1949

Gōgen Yamaguchi Kaiso morì il 20 maggio 1989. Si sposò due volte, la prima moglie fu Midori (con la quale visse sull'isola di Kyushu), dalla quale ebbe quattro figli: Gōsei Norimi Yamaguchi, Gōsen Kishio Yamaguchi, Makiko Yamaguchi, e Gōshi Hirofumi Yamaguchi. Dalla seconda moglie, Mitsue, ha avuto un solo figlio, Gōkyōko Wakako Yamaguchi. Tutti i suoi figli praticarono il karate-dō e divennero maestri. I nomi iniziarono con gō (剛) come riferimento ai nomi di karate.
Gōsei Norimi Yamaguchi ha una propria organizzazione negli Stati Uniti e Gōshi Hirofumi Yamaguchi è presidente della International Karate-dō Gōjū-kai, con filiali in 60 paesi. Gōsen Kishio Yamaguchi era il vice presidente della Japan Airlines. Kishio, che morì nei primi anni 1990, fu coinvolto nella gestione della I.K.G.A whilst e la sua più giovane sorella Wakako Yamaguchi è stata campionessa per moltissimi anni nella All Japan Kata Champion. Makiko Yamaguchi morì per un tumore in età relativamente giovane, nei primi anni 1980.